# Gustav von Rohden

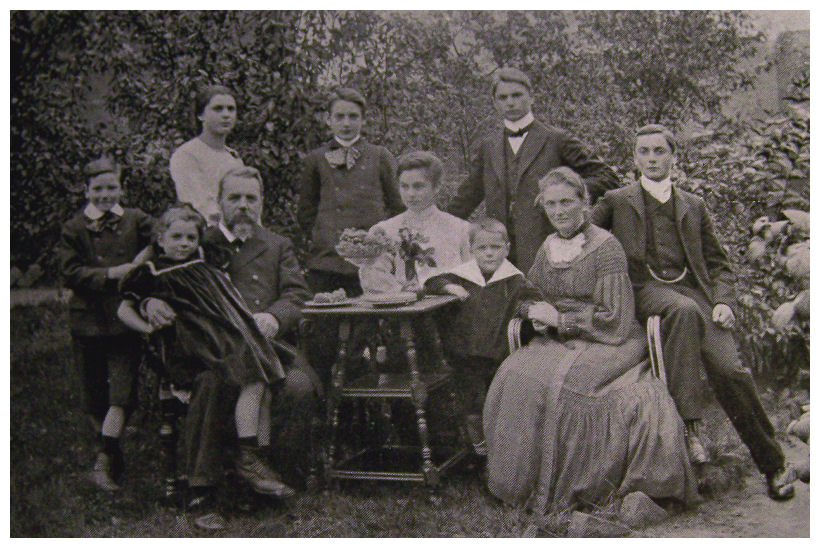
Familie Gustav von Rohden, 1906

Gustav Heinrich von Rohden (* 22. April 1855 in Barmen; † 9. Mai 1942 in Ballenstedt) war ein deutscher evangelischer Theologe, Gefängnisgeistlicher und Buchautor.

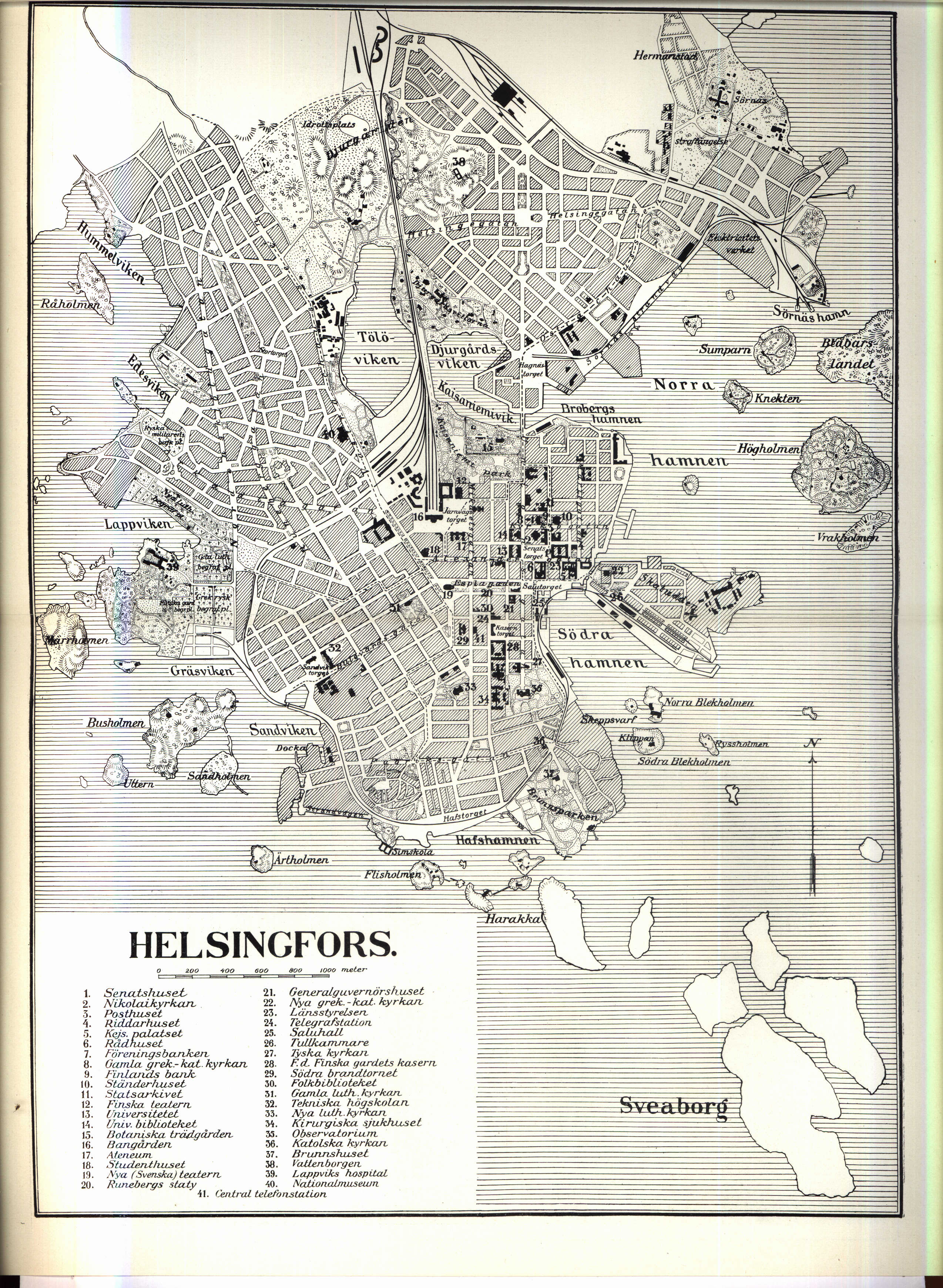
Karte von Helsinki Anfang des 20. Jahrhunderts. Unter Punkt 31 und 33 sind die alte und die neue lutherische Kirche eingezeichnet.

## Leben
Gustav von Roden studierte in Tübingen evangelische Theologie und wurde dort Mitglied der Studentenverbindung Saxonia.
Gustav von Rohden, Sohn des Missionsinspektors Georg Ludwig von Rohden (1815–1889) und dessen Frau Luise geborene Wachsmuth, lernte durch seinen Schulfreund Wilhelm Dörpfeld dessen Schwester Agnes Dörpfeld, seine spätere Frau kennen. Agnes verbrachte einige Jahre in Düsseldorf in der Goltsteinstraße, im Pensionat ihrer Tanten. Zur Hochzeit von Wilhelm Dörpfeld lernten sie sich näher kennen, und während Gustav von Rohden als Pastor in Helsingfors die deutsche Gemeinde betreute, standen sie im Briefwechsel miteinander. 1883 verlobten sich die beiden in Gerresheim, wo der Vater von Agnes, Friedrich Wilhelm Dörpfeld als Rektor lebte. Am 4. Januar 1884 fand in Gerresheim und Barmen die Trauung und Hochzeit statt. Nach der Hochzeitsreise, welche über Sachsen bis nach Petersburg führte, ließen sie sich gemeinsam in Helsingfors nieder. Während dieser Zeit hatte das Ehepaar vielfältige Kontakte, das Pfarrhaus in Helsingfors stand jedem, der Hilfe benötigte, offen. Bis zum Herbst 1894 wurden fünf Kinder geboren, Agnes, Friedrich von Rohden, Hedwig von Rohden, Karl und Harald.
Im Jahre 1894 kehrte Gustav von Rohden mit der Familie nach Deutschland zurück, als Inhaber eines Knabenpensionats in Bielefeld. Mit dem Betrieb desselben hatten sie sich überfordert. Schon Ende des Jahres 1895 nahm er eine Stelle als Gefängnisgeistlicher in Dortmund an, abermals ein Wechsel im Herbst 1896 an die große Strafanstalt in Werden an der Ruhr. Ostern 1898 erfolgte der Umzug nach Düsseldorf, das seiner Frau Agnes von Rohden sehr am Herzen lag. Zurück in Deutschland, vergrößerte sich die Familie noch einmal um zwei Kinder. Im Jahre 1907 verstarb Agnes von Rohden in Derendorf. Von Rohden wurde 1908 als Konsistorialrat nach Berlin berufen, wechselte aber 1912 als Pfarrer nach Spören bei Bitterfeld. Von 1919 bis zu seiner Emeritierung 1923 war er Leiter der Frauenschule der Inneren Mission in Berlin. Nach dem Tod seiner Frau verfasste Gustav von Rohden mehrere Bücher. Er wandte sich dem Thema Frauenrechte zu, mit dem sich seine Frau in vorangegangenen Jahren befasst hatte.
Seine Brüder waren Hermann von Rohden und Paul von Rohden, seine Schwester Hedwig Irle.

## Veröffentlichungen
- Den seligt religiösa uppfostran", Helsingfors 1887
- Ein Wort zur Katechismusfrage, Gotha 1889
- Geschichte der Rheinisch-Westfälischen Gefängnisgesellschaft, Festschrift zum 75jährigen Bestehen, Düsseldorf 1901
- Die Sittlichkeitsfrage, Plötzensee 1914
- Die Prostitutionsfrage, Referat gehalten 1916 in Berlin, ersch.1917
- Sexualethik, Leipzig, Quelle & Meyer 1918
- Grundlagen der christlichen Sittlichkeit, Leipzig, Quelle & Meyer 1919
- Ehe und freie Liebe. Ein Wort zur Individualismus in der Frauenfrage, Bad Nassau 1919
- Die neue Ethik und der Krieg, 1920
- Jesus und der Sozialismus, Potsdam 1920
- Von Liebe und Ehe, Halle 1928
- Manneswürde und Sittlichkeit. Ein Wort an die deutsche Jugend, 1929
- Vom Evangelium des Lebens. Ein Wort an junge Mädchen, Magdeburg 1931